# X-Kanchakán
X-Kanchakán es una localidad ubicada en el municipio de Tecoh, en el estado mexicano de Yucatán. Según el censo de 2020, tiene una población de 1.786 habitantes.
Tiene una altitud promedio de 10 m s. n. m. y se localiza al sur de la ciudad capital del estado, la ciudad de Mérida. Se encuentra en el km. 184 de la carretera Mérida-Peto. El clima predominante es cálido subhúmedo con lluvias en verano. Presenta una temperatura media anual de 24.5 °C. Su código postal es 97824 y su clave lada es 988.

## Estación X-Kanchakán
La estación Xcanchacán fue construida por el antiguo Ferrocarril de Mérida á Peto, por concesión número 28, a través del contrato celebrado en 27 de marzo de 1878, por medio del cual se concedió permiso a Agustín del Río y Vicente Méndez Echazarreta, en representación del Gobierno del Estado de Yucatán, para la construcción de un ferrocarril entre la Ciudad de Mérida y la Villa de Peto, pasando por Ticul y Tekax. En 17 de enero de 1879 se traspasó la anterior concesión a los señores Rodolfo G. Cantón y Olegario G. Cantón, para llevar a cabo la construcción del mismo ferrocarril.

## Toponimia
El nombre (X-Kanchakán) proviene del idioma maya y significa "víbora de la sabana"

## Visita de John Stepens
En 1842, John Lloyd Stephens y su compañero de viaje Frederick Catherwood emprendieron una travesía al interior del estado de Yucatán, y una de sus paradas fue el pueblo de X-canchacan y su hacienda. Sus aventuras fueron plasmadas en el libro Incidents of travel in Yucatán.
"Ya casi había oscurecido cuando llegamos a la majestuosa hacienda de Xcanchakan, una de las tres mejores de Yucatán, y que contenía casi setecientas almas. La casa es tal vez una de las mejores del país, y estando a un día de viaje de la capital, y accesible por calesa [carruaje], es la residencia favorita de su venerable propietario. Toda la condición de la hacienda mostraba que a menudo estaba sujeta al ojo del maestro, y el carácter de ese maestro puede juzgarse por el hecho de que su mayordomo, el mismo que nos atendió, había estado con él veintidós años."  

## Historia de la hacienda
Durante las primeras décadas del siglo XIX. Durante la era del sisal, los propietarios de la hacienda fueron Vicente Solís Rosales y más tarde Vicente Solís León. Desde 1914, la propiedad quedó en manos de la familia Solís Cámara.
En 1842, el famoso explorador estadounidense John Lloyd Stephens, acompañado por el artista Frederick Catherwood, viajó a través de Yucatán en busca de ciudades mayas perdidas.
    Como entonces no había hoteles ni posadas, viajeros de sustancia como Stephens, se organizaron para alojarse en las haciendas rurales de la élite de Mérida. Aunque algunos eran más palaciegos que otros, la mayoría de las haciendas de la época, antes de la llegada del auge del henequén a fines del siglo XIX, trabajaban en fincas agrícolas o ganaderas que en la mayoría de los casos se remontaban a la época colonial.
    Hacienda Xcanchakán fue una de las grandes propiedades que pertenecieron a la familia Solís, líderes de la clase terrateniente y de la élite gobernante interconectada de Yucatán. Ubicado cerca de la ciudad de Tecoh, originalmente fue fundado como encomienda y fue uno de los estados coloniales más meridionales. Anteriormente confinado a la crianza de maíz y ganado, prosperó como una plantación de azúcar durante el auge de principios del siglo XIX. Fue durante este tiempo que Stephens hizo su visita. Más tarde, se convirtió en una finca de henequén, el epítome de la agricultura industrializada, otro boom que floreció brevemente desde fines del siglo XIX hasta principios del siglo XX.
    Arquitectónicamente, los edificios de la hacienda reflejan sus cambiantes fortunas a lo largo de los siglos. Las primeras estructuras fueron construidas con piedra tallada, supuestamente traída de las ruinas cercanas a Mayapán. La casa principal original, o casa principal, es un impresionante edificio de tres pisos, único entre los edificios de hacienda en Yucatán, con arcadas lobuladas en los dos niveles superiores. Un corredor con arcadas, también con arcadas de estilo morisco y un campanario levantado, o espadaña, une la residencia principal a la noria adyacente, o casa de pozo. El otro lado de la casa se encuentra a lo largo de toda su longitud por otra atractiva sala de juegos.
    Una gama de estructuras industriales posteriores, que incluyen la casa del motor y la vasta nave de maquinaria, se abre en ángulo recto. Estos edificios, ahora abandonados junto con gran parte de su maquinaria oxidada, son extremadamente simples, con arcadas simples y techos de metal.
     Solo la capilla, al otro lado del patio desde la casa principal, refleja el gusto neoclásico de la época en la que fue erigida, como evidencia su bloqueada espadaña y ventana de ojo de buey.
La Hacienda Xcanchakan tenía la distinción única de ser una de las primeras concesiones de tierras otorgadas a los conquistadores españoles recién llegados y, de hecho, era anterior a la ciudad de Mérida por dos años. Inicialmente, la hacienda producía maíz y ganado de la India.
Los conquistadores españoles no perdieron el tiempo en imprimir a Yucatán sus iglesias y haciendas considerando el hecho de que solo cinco años antes, en 1535, los indígenas mayas habían logrado expulsar por completo a los españoles de la península.
Cuando John Lloyd Stephens y Frederick Catherwood llegaron a este lugar allá por 1842, la industria azucarera apenas comenzaba, la producción de henequén aún no había comenzado, y la Guerra de Castas de los sesenta años era solo una bomba de fermentación esperando explotar y Yucatán estaba considerando estado de un país independiente.
Antes de la llegada de los españoles, esta ubicación era única en todas las Américas por ser una de las ciudades mayas más grandes con más de 4,000 estructuras de piedra que abarcaban la hermosa y adyacente ciudad maya arruinada de Mayapán.

## Hechos históricos
- En 1910 cambia su nombre de Xcanchacán a Xcanchakán.
- En 1995 cambia a X-Kanchakán.

## Importancia histórica
Tuvo su esplendor durante la época del auge henequenero y emitió fichas de hacienda las cuales por su diseño son de interés para los numismáticos.

## Fiestas tradicionales
La fiesta principal se celebra el 24 y 25 de diciembre en honor al Niño Dios, del 3 al 5 de mayo fiesta dedicada a la Santa Cruz y del 6 al 14 de agosto fiesta en honor a la Virgen de la Asunción.
En sus celebraciones religiosas se incluyen misas, novenas y procesiones, pero se le visita más por la tradicional corrida de toros durante las fiestas de diciembre y mayo.

## Demografía
Según el censo de 2005 realizado por el INEGI, la población de la localidad era de 1563 habitantes, de los cuales 810 eran hombres y 753 eran mujeres.
| 455                         | 683 | 710 | 763 | 763 | 925 | 911 | 1087 | 742 | 1332 | 1384 | 1475 | 1563 | 1786 |
| (Fuente: INEGI [Consultar]) |     |     |     |     |     |     |      |     |      |      |      |      |      |

## Galería

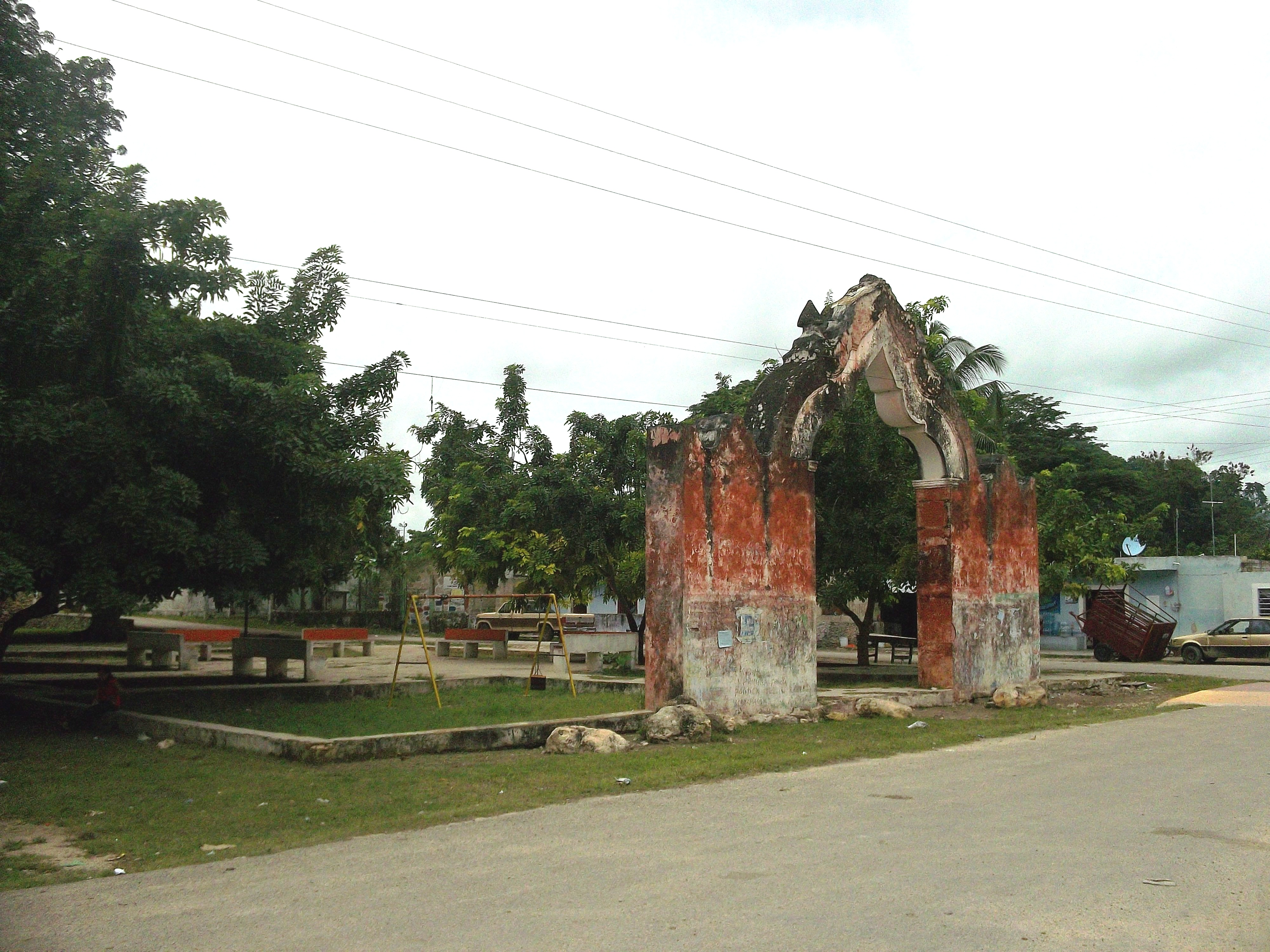
Parque principal.
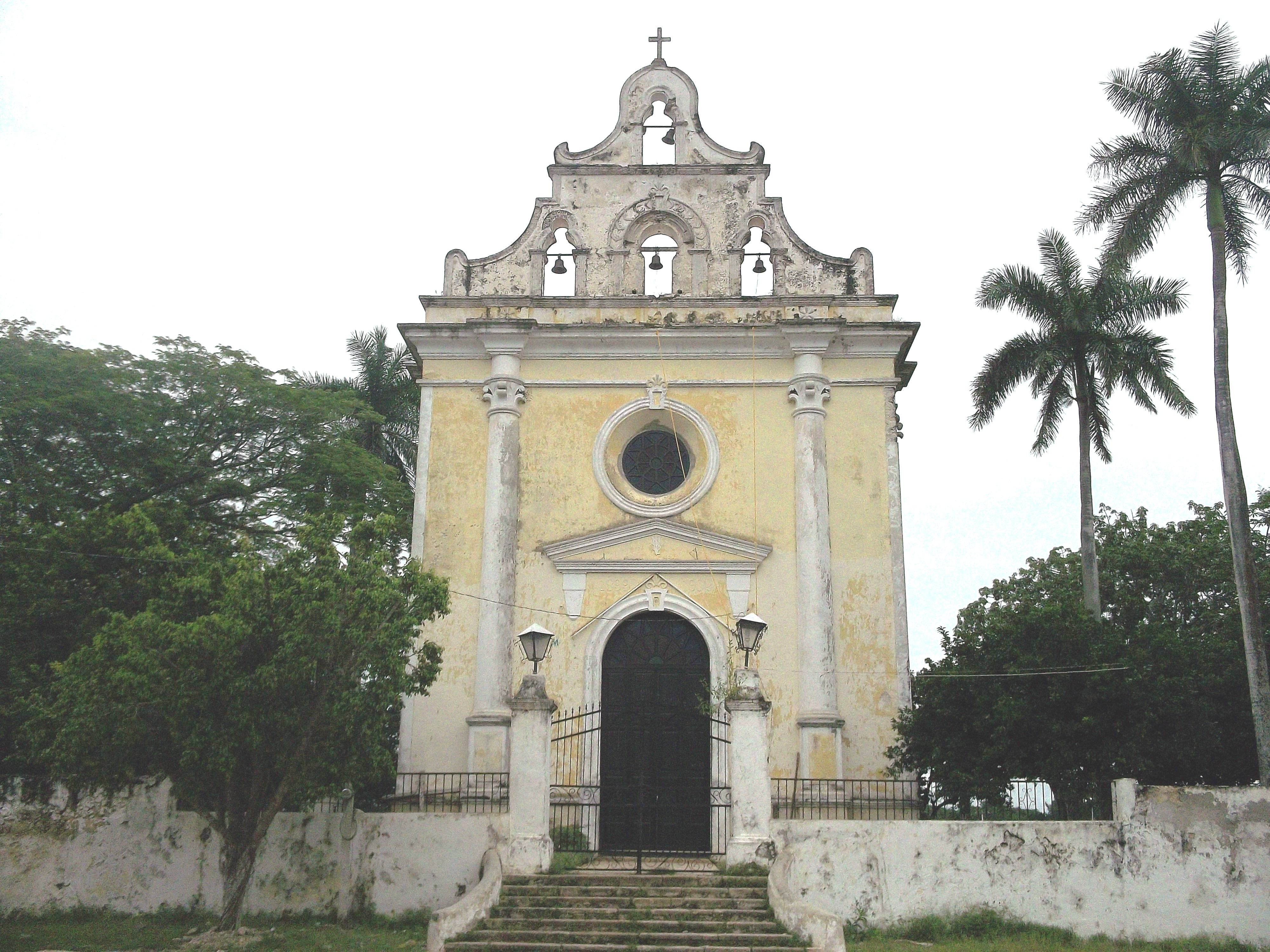
Iglesia.
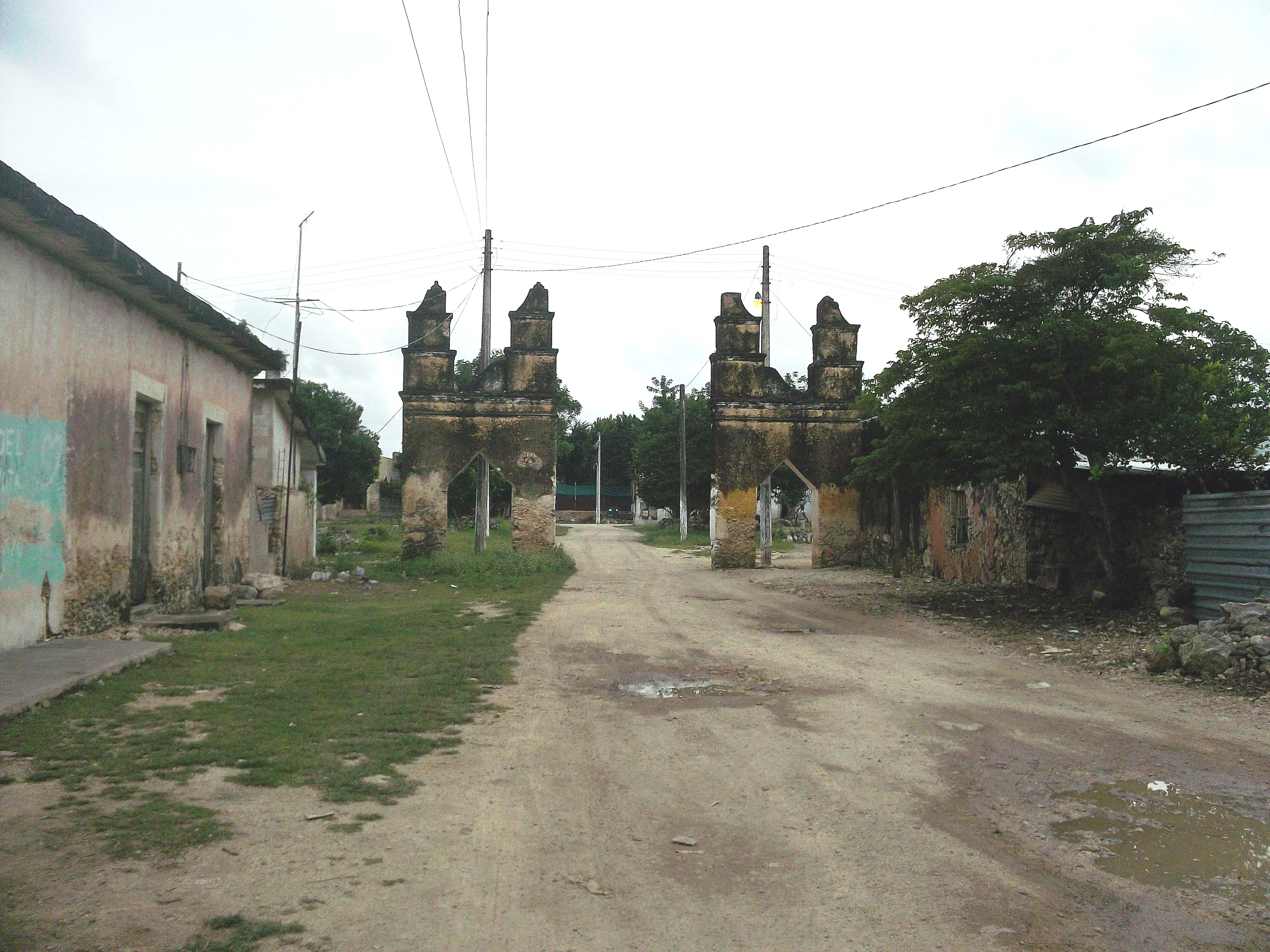
Hacienda.
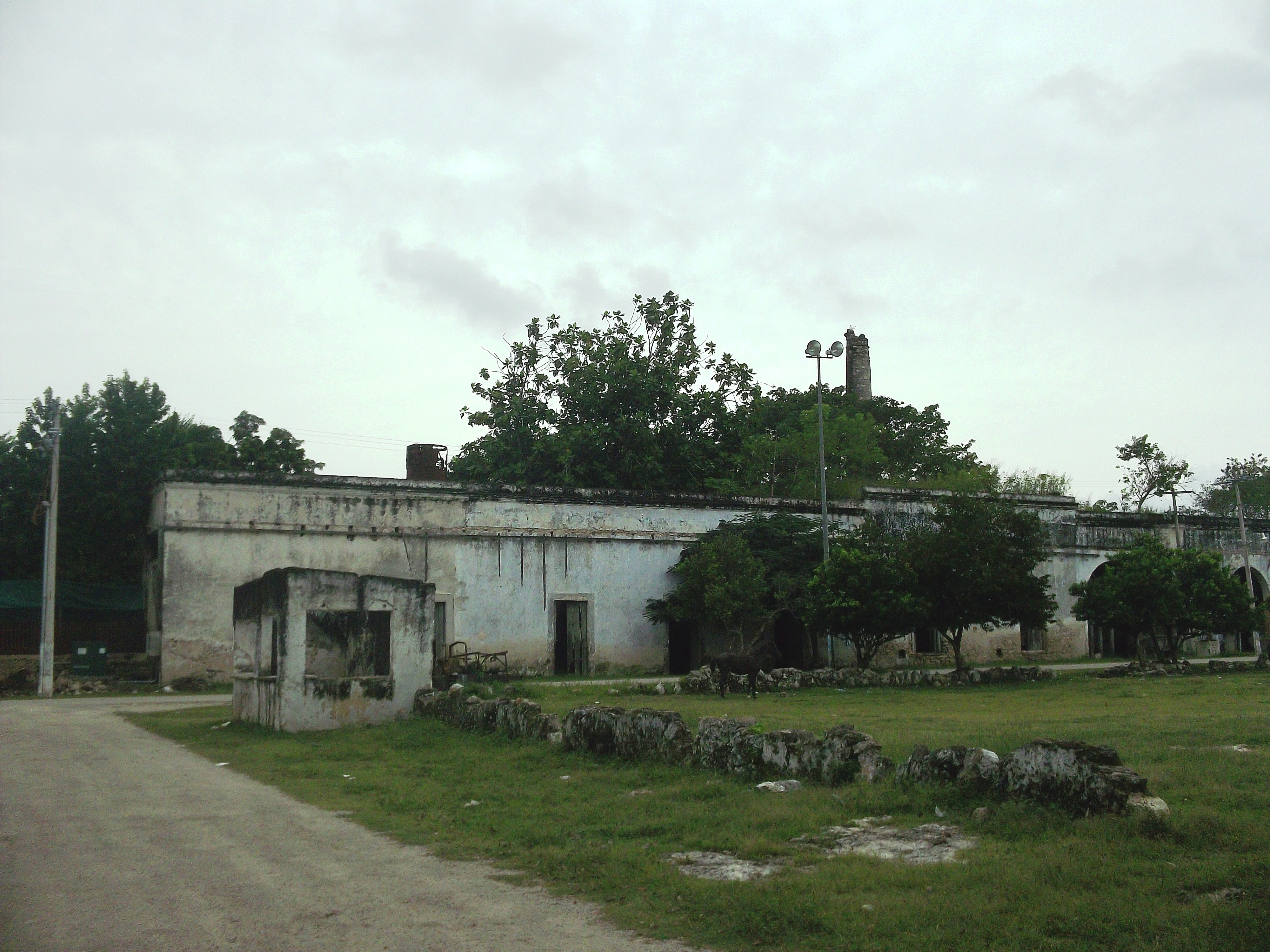
Hacienda.
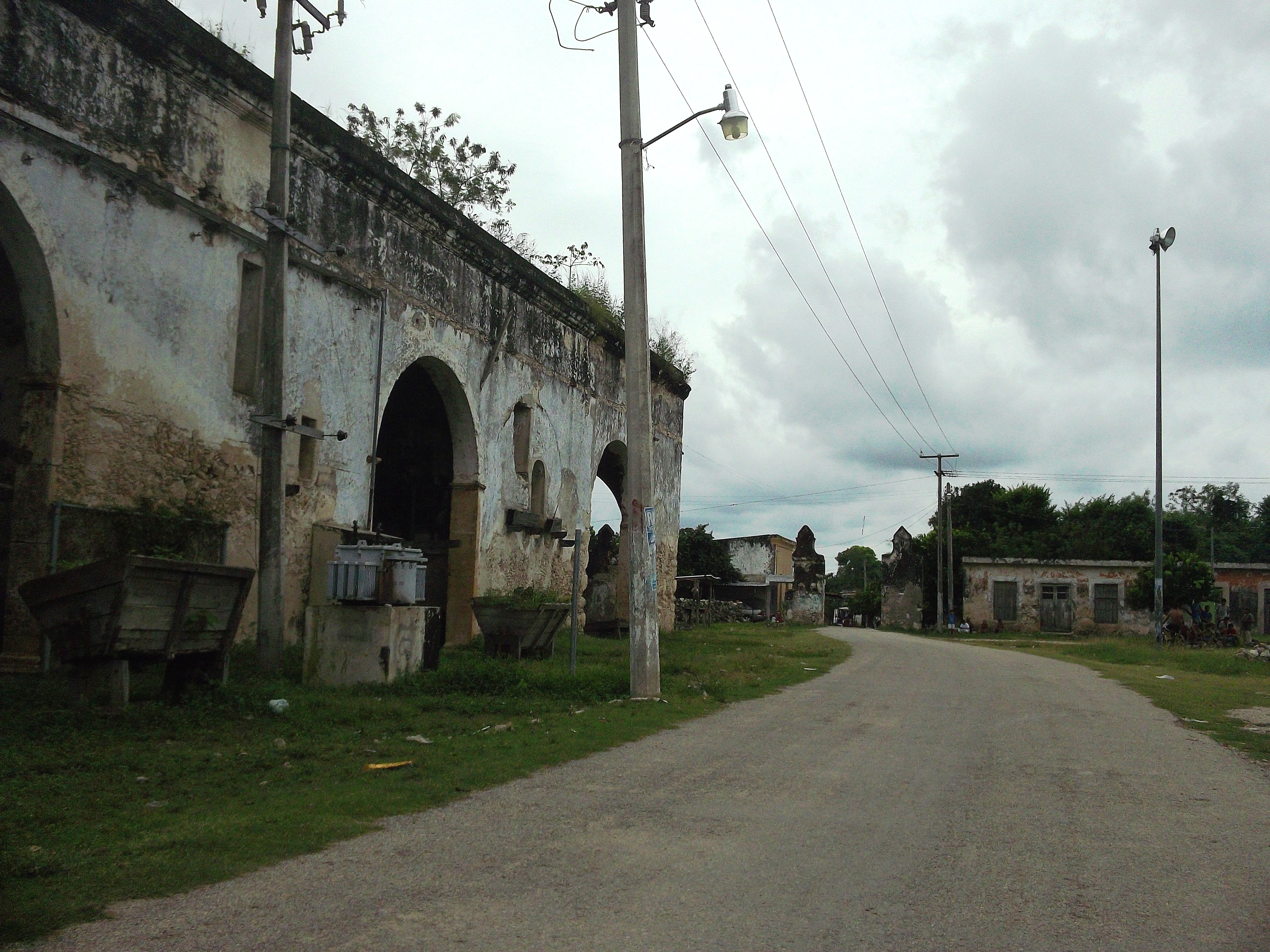
Hacienda.
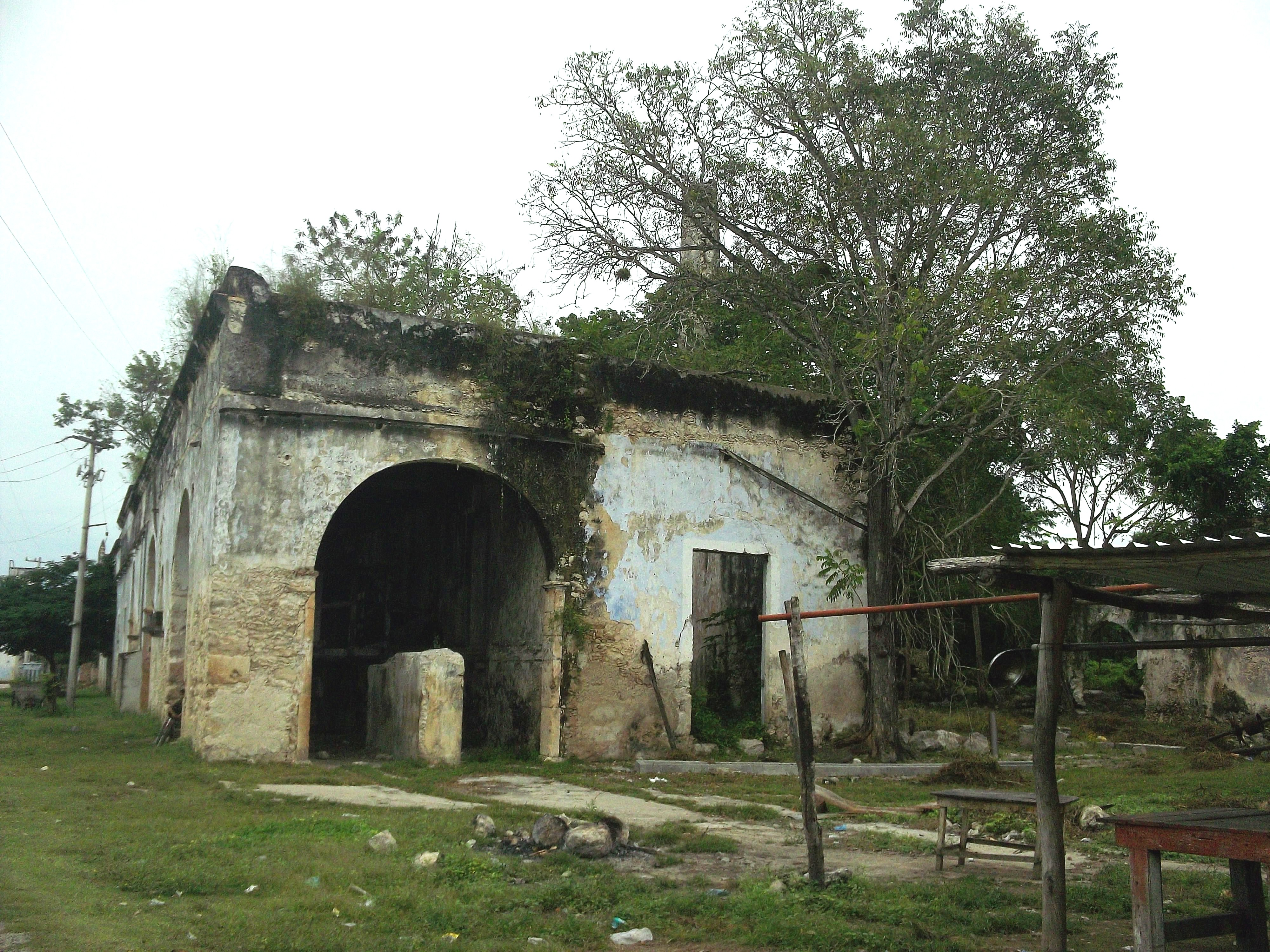
Hacienda.
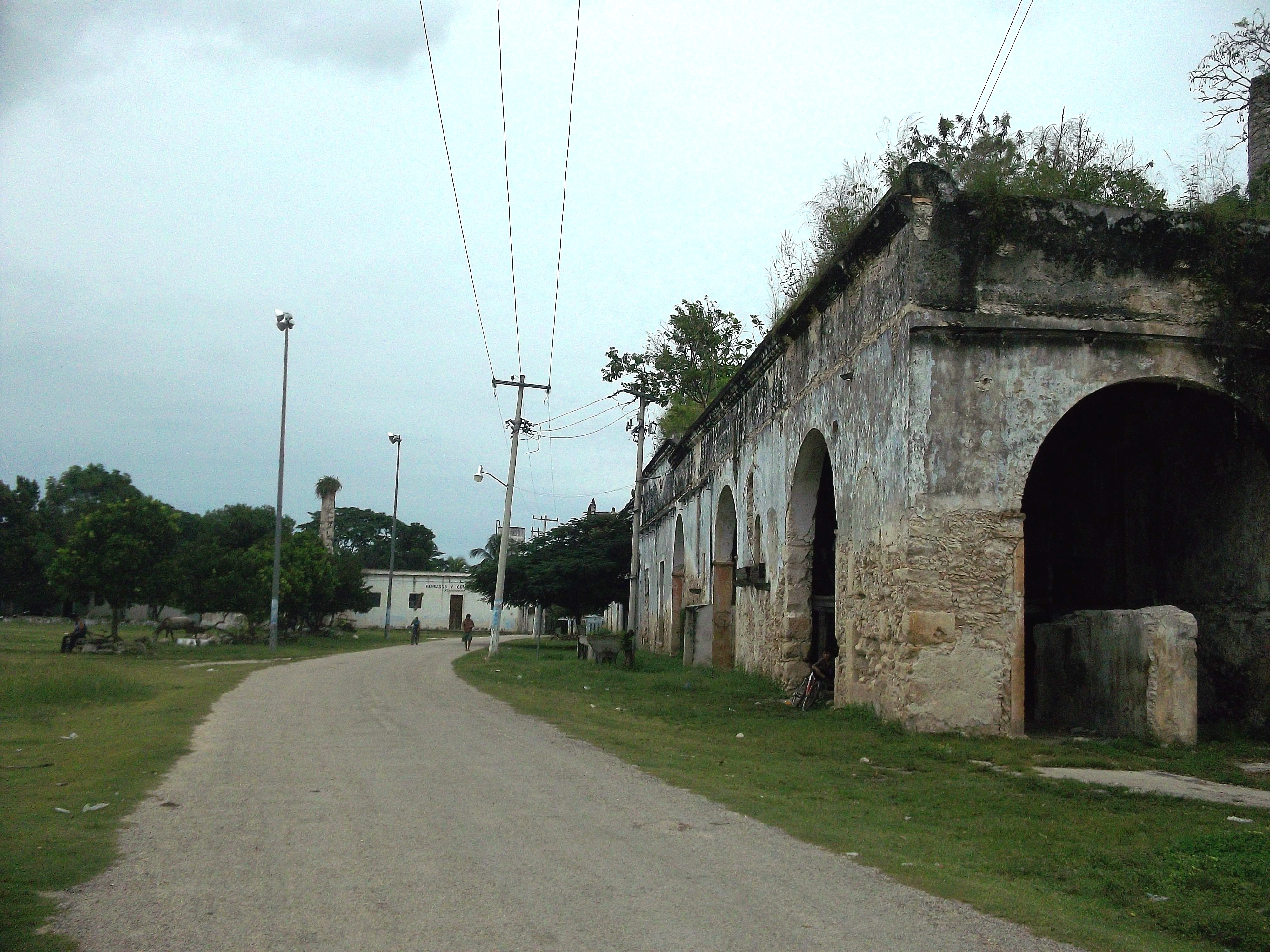
Hacienda.
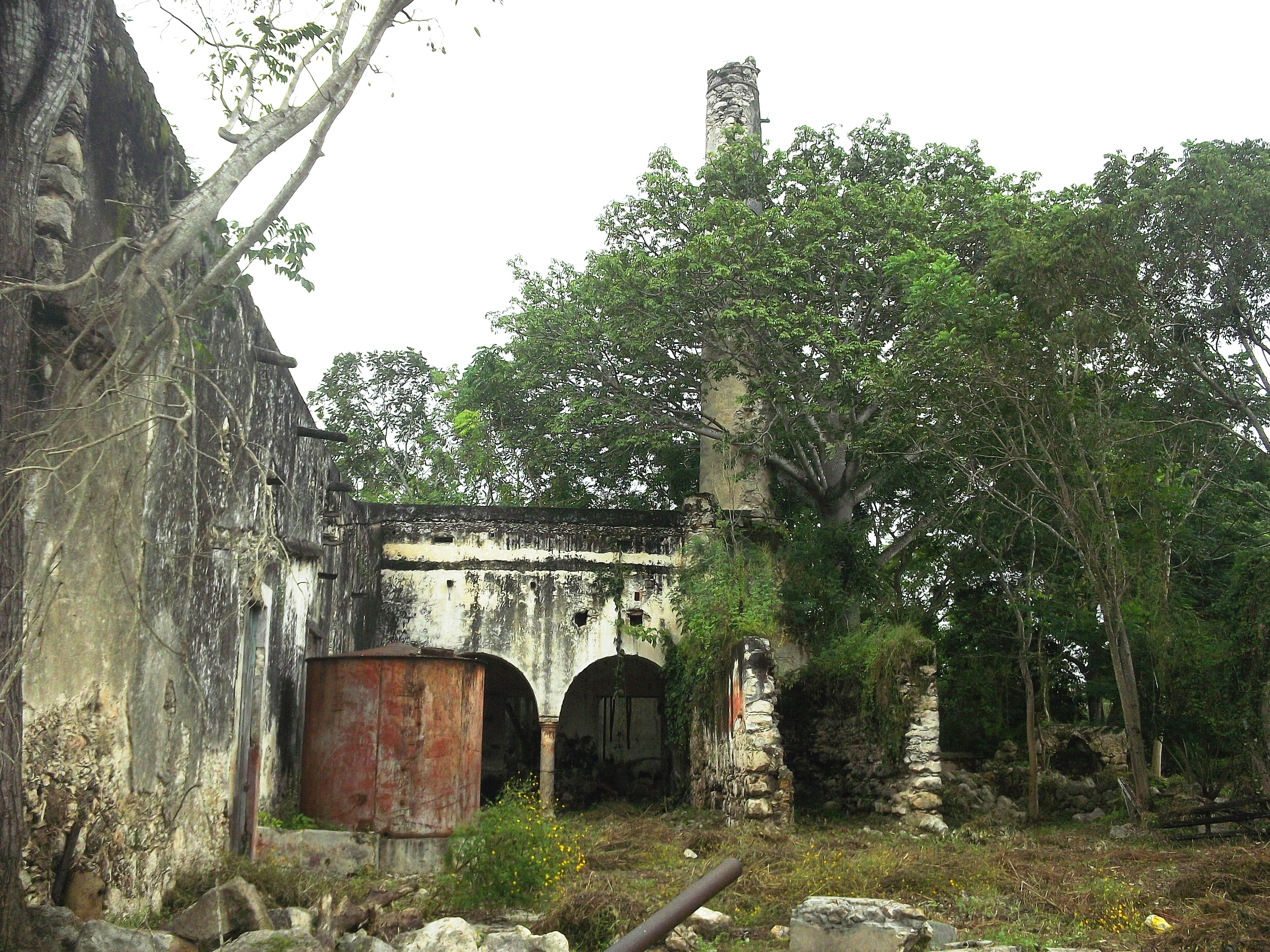
Hacienda.
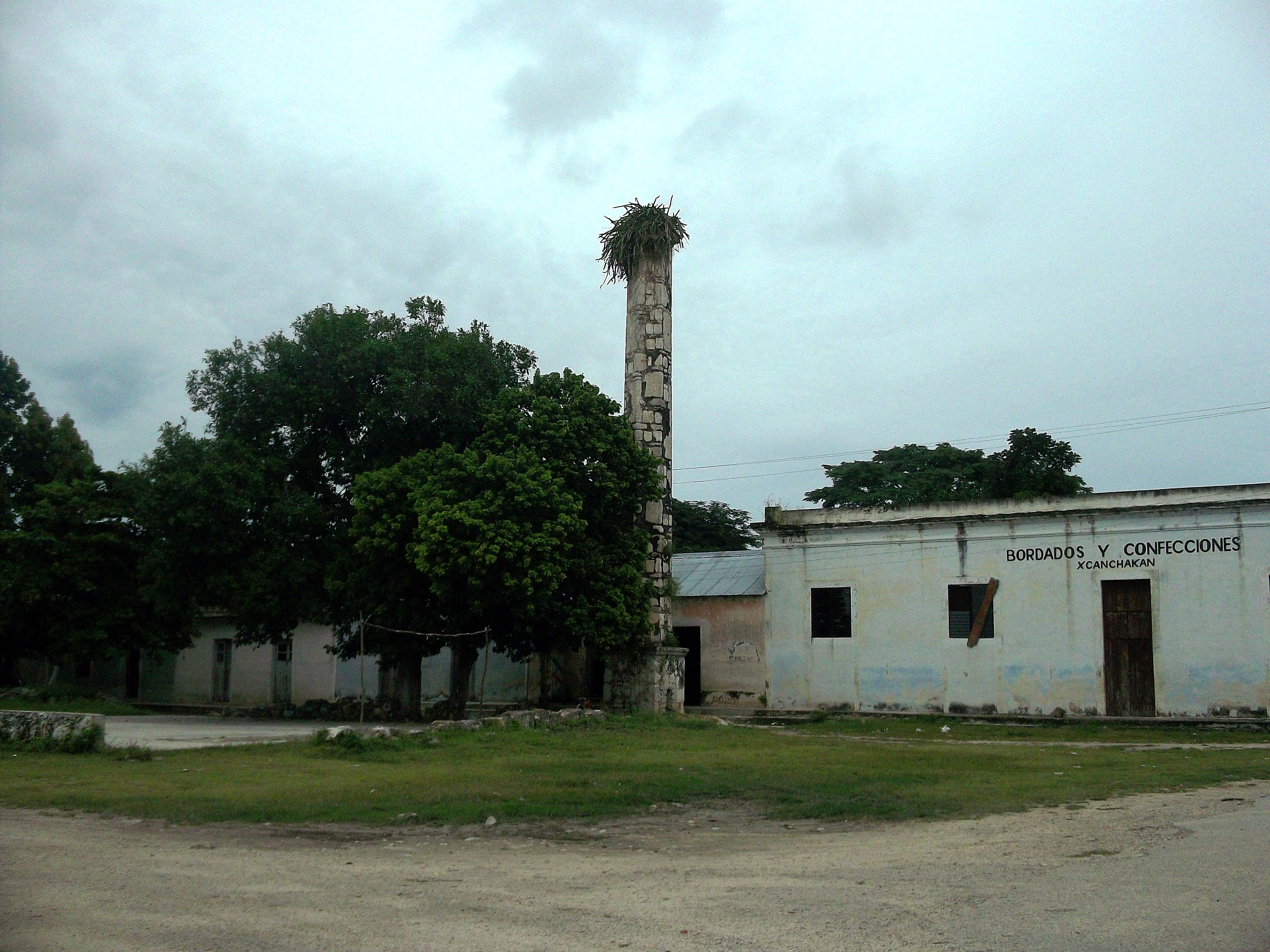
Hacienda.
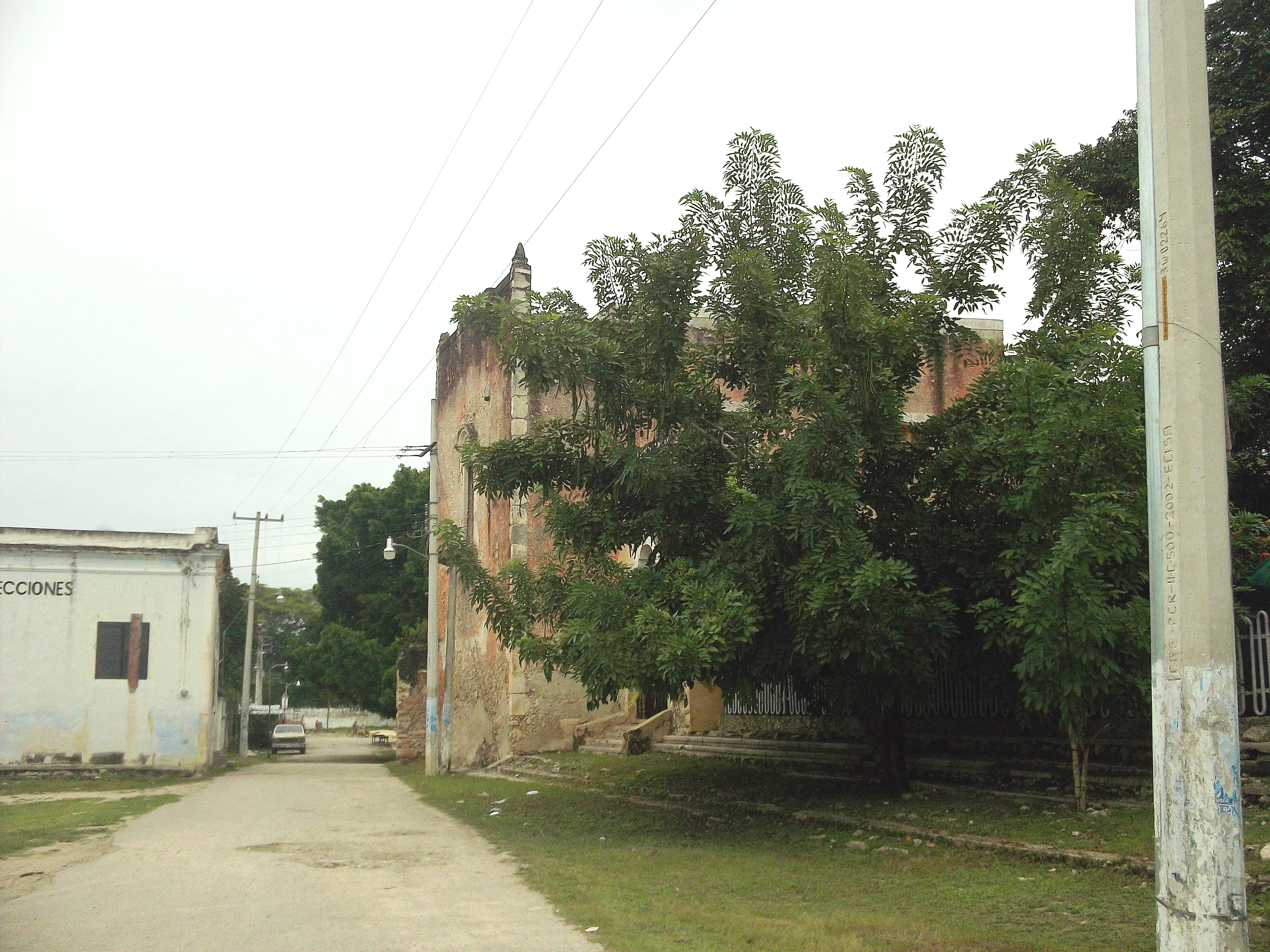
Hacienda.
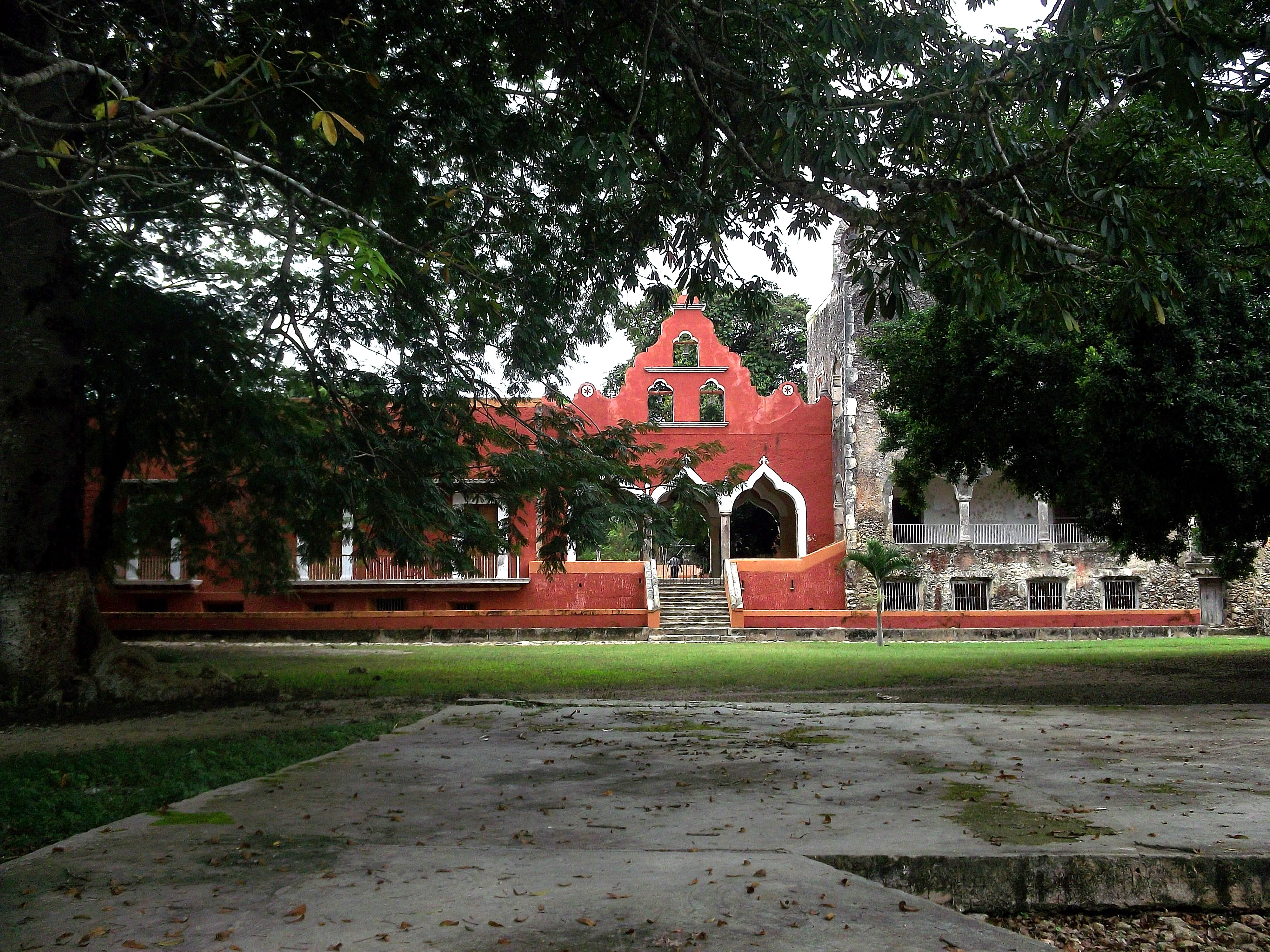
Hacienda.
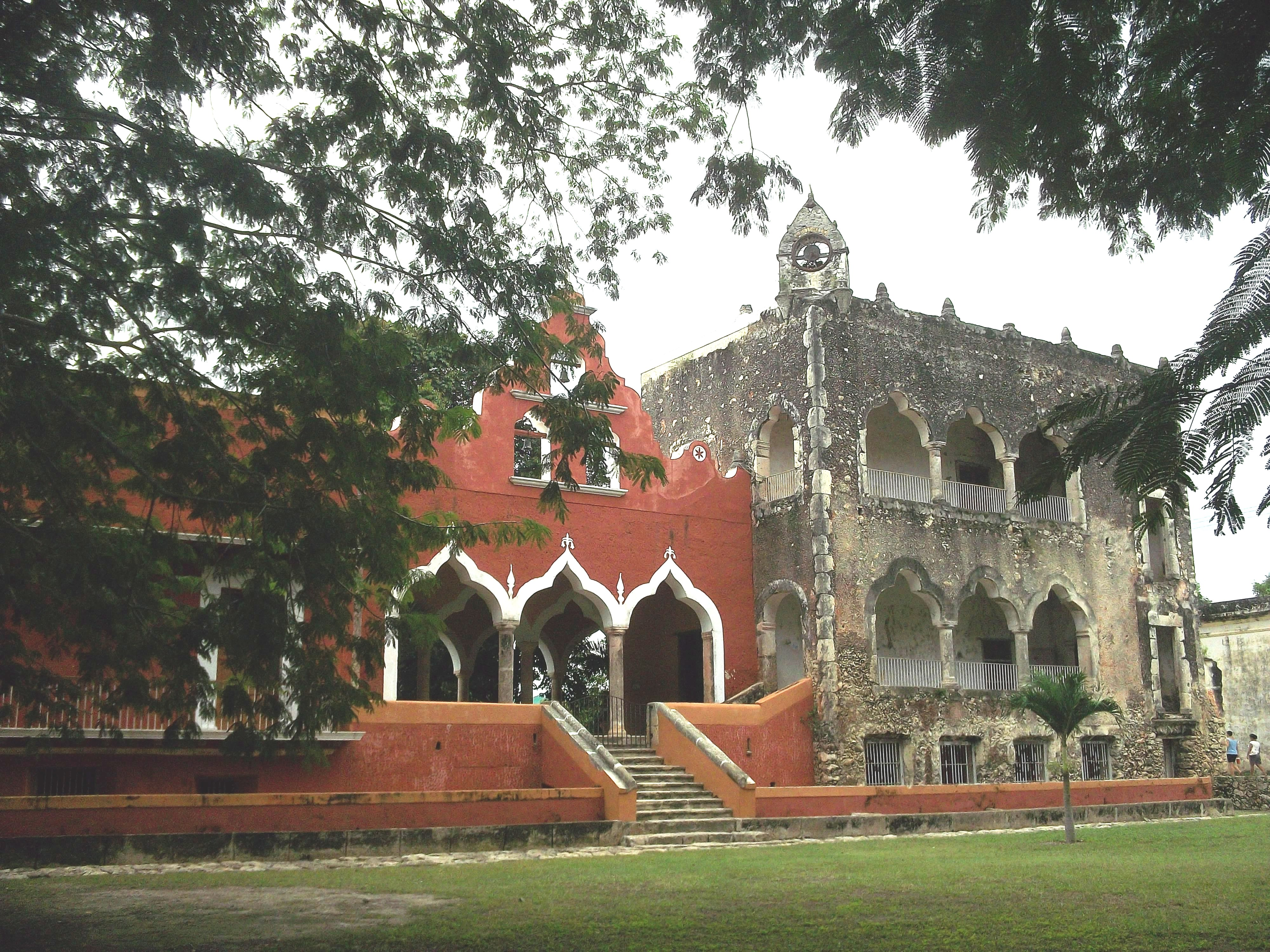
Hacienda.
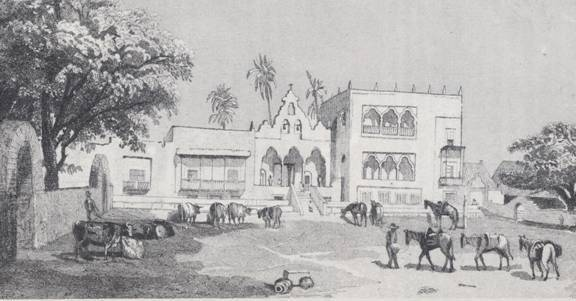
X-Kanchakán (1843) por F. Catherwood.